# Міністерство культури Еквадору
Міністерство культури та спадщини Еквадору (ісп. Ministerio de Cultura y Patrimonio de Ecuador) — є державним органом, відповідальним за культурну політику Еквадору. Воно було створено президентом Еквадору Рафаелем Корреа 15 січня 2007 року з метою відповідальності за функції, які раніше відповідали підсекретаріату культури при тодішньому Міністерстві освіти та культури Еквадору. У травні 2013 року воно змінило назву з «Міністерство культури» на «Міністерство культури та спадщини» Еквадору.

## Міністри
- Антоніо Пресіадо Бедоя (15 січня 2007—20 лютого 2008);
- Гало Вінісіо Мора Вітт (20 лютого 2008—15 січня 2009);
- Раміро Нор'єга Фернандес (15 січня 2009—21 квітня 2010);
- Еріка Сільва Шарве (21 квітня 2010—8 травня 2013);
- Франциско Веласко Андраде (8 травня 2013—16 вересня 2014);
- Франциско Хосе Борха Севальйос (16 вересня 2014—25 березня 2015);
- Гійом Жан Себастьян Лонг (25 березня 2015—3 березня 2016);
- Анна Родрігес Луденья (2016);
- Рауль Енріке Вальєхо Корраль (2 травня 2016—25 квітня 2017);
- Рауль Перес Торрес (24 травня 2017—26 червня 2019);
- Хуан Фернандо Веласко Торрес (26 червня 2019—29 вересня 2020);
- Хуліо Фернандо Буено Аревало (22 січня 2021—24 травня 2021);
- Марія Єлена Мачука Мерінос (24 травня 2021—23 листопада 2023);
- Роміна Муньос Просель (з 23 листопада 2023)[3].